# Younes Taha
Younes Taha El El Idrissi (Amsterdam, 27 novembre 2002) è un calciatore marocchino, attaccante del Twente.

## Carriera

### Club
Taha si è unito al PEC Zwolle nell'estate del 2022 dal Volendam dove non aveva mai esordito. Ha firmato un contratto di due anni con opzione per un terzo.
Ha debuttato in Eerste Divisie da titolare il 7 agosto 2022 in una vittoria per 2-1 contro il De Graafschap. Il 12 settembre 2022 ha segnato il suo primo gol professionistico contro il Jong AZ Alkmaar. Nell'ottobre 2022 il suo contratto con il PEC è stato esteso per un altro anno. Il 28 aprile 2023 ha segnato una tripletta contro il Dordrecht.
Nel giugno 2023 ha firmato un contratto di quattro anni con il Twente.

### Nazionale
Nato nei Paesi Bassi, ha origini marocchine. È stato convocato dal Marocco Under-23 nel marzo 2023.
Nel giugno 2023 è stato incluso nella squadra finale del Marocco Under-23 per la Coppa d'Africa di categoria ospitata proprio dal Marocco. Dopo aver segnato un gol nella fase a gironi, ha aiutato gli Atlas Liones a vincere il loro primo titolo e qualificarsi per le Olimpiadi 2024.

## Statistiche

### Presenze e reti nei club
Statistiche aggiornate al 22 ottobre 2023.
| Stagione        | Squadra         | Campionato      | Campionato | Campionato | Coppe nazionali | Coppe nazionali | Coppe nazionali | Coppe continentali | Coppe continentali | Coppe continentali | Altre coppe | Altre coppe | Altre coppe | Totale | Totale | Totale |
| Stagione        | Squadra         | Comp            | Pres       | Reti       | Comp            | Pres            | Reti            | Comp               | Pres               | Reti               | Comp        | Pres        | Reti        | Pres   | Reti   |        |
| --------------- | --------------- | --------------- | ---------- | ---------- | --------------- | --------------- | --------------- | ------------------ | ------------------ | ------------------ | ----------- | ----------- | ----------- | ------ | ------ | ------ |
| 2021-2022       | Jong Volendam   | 2D              | 30+2       | 5+1        |                 | -               | -               |                    | -                  | -                  |             | -           | -           | 32     | 6      |        |
| 2022-2023       | PEC Zwolle      | 1D              | 33         | 14         | CO              | 0               | 0               |                    | -                  | -                  |             | -           | -           | 33     | 14     |        |
| 2023-2024       | Twente          | ED              | 4          | 0          | CO              | 0               | 0               | UECL               | 2                  | 0                  |             | -           | -           | 6      | 0      |        |
| Totale carriera | Totale carriera | Totale carriera | 69         | 20         |                 | 0               | 0               |                    | 2                  | 0                  |             | -           | -           | 71     | 20     |        |

## Palmarès

### Nazionale
- Coppa delle nazioni africane Under-23: 1

Marocco 2023